# 庫布山
庫布山（英語：Mount Koob），是南極洲的山峰，位於杜費克海岸，處於弗格森山西北面7公里，屬於毛德王后山脈的一部分，海拔高度1,600米，以美國研究計劃的生理學家命名，現時由南極條約體系管理。